# پیستو ماچینگو
پیستو یا پیستو ماچینگو(اسپانیایی: Pisto manchego‎) نوعی غدای اسپانیایی است که مربوط به مناطق مورسیا و کاستیا-لامانچای کشور اسپانیا می‌شود. این غذااز گوجه فرنگی، پیاز، بادنجان، کدو، فلفل سبز و قرمز و روغن زیتون تشکیل شده‌است. این غدا شبیه غدای سنتی فرانسویان، راتانویی است و معمولاً به صورت گرم به عنوان پیش غذا یا همراه غذاهای دیگر پذیرایی می‌شود.